# 約瑟夫·法蘭克福特
約瑟夫·法蘭克福特（法語：Joseph Frankforter，1938年出生於埃及開羅，是一位法國現任的拉比。

## 生平
他在1938年出生在埃及開羅，是一位阿什肯納茲正統哈西迪猶太教的猶太家庭，他前往法國法國猶太神學院接受正統猶太教拉比的訓練，畢業後成為里昂的拉比，並且開設猶太教的葉史瓦教授《塔木德》，由於他是哈西迪猶太教出生，因此他非常重視猶太教飲食規定，成為他領導猶太社群的重要特色。

## 著作
- 《Et Dieu parmi les cendres - Réflexion théologique sur la Shoah》[1]